# Thomas Appelquist

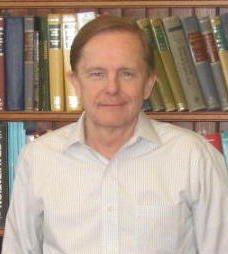
Thomas Appelquist (2008)

Thomas W. Appelquist (* 1. November 1941 in Emmetsburg, Iowa) ist ein US-amerikanischer theoretischer Physiker, der sich mit Elementarteilchenphysik beschäftigt.
Appelquist studierte an der Cornell University, wo er 1968 promoviert wurde. Danach war er bis 1970 am Stanford Linear Accelerator Center. Ab 1970 war er an der Harvard University und ab 1975 an der Yale University, wo er 1976 Professor für Physik (ab 1991 Eugene-Higgins-Professor) wurde und 1983 bis 1989 Chairman des Physik-Departments war und danach bis 1993 Direktor der Abteilung Physik und Ingenieurwissenschaften. 1993 bis 1998 war er Dekan der Graduate School von Yale. 1993 bis 1996 war er Präsident des Aspen Center for Physics in Aspen in Colorado. 1975 war er am Institute for Advanced Study.
Appelquist ist seit 1993 Mitglied der American Academy of Arts and Sciences, erhielt den Humboldt-Forschungspreis und 1997 den Sakurai-Preis. 1974 erhielt er ein Forschungsstipendium der Alfred P. Sloan Foundation (Sloan Research Fellowship). 1984 wurde er Fellow der American Physical Society. Die Yale University würdigte ihn 1998 mit der Wilbur Cross Medal.
Appelquist sagte 1974 mit David Politzer das Charmonium voraus und berechnete dessen Spektrum. Er beschäftigte sich auch mit Kaluza-Klein-Theorien (teilweise mit Alan Chodos) und Technicolor-Theorien (unter anderem führte er Walking Technicolor ein). Mit Carazzone bewies er 1975 ein Decoupling-Theorem, das in GUTs dazu benutzt wird, zu zeigen, dass die von diesen Theorien vorhergesagten superschweren Teilchen keine Effekte auf physikalische Observable im Niedrigenergiebereich haben, da ihre Beiträge die Größenordnung der inversen Masse haben und damit unterdrückt sind.

## Schriften
- als Herausgeber mit Peter Freund und Alan Chodos: Modern Kaluza Klein Theories (= Frontiers in Physics. Vol. 65). Addison-Wesley, Reading MA 1987, ISBN 0-201-09829-6.

## Verweise
1. ↑  Wilbur Cross Medal Recipients By Year. (PDF) 2024, abgerufen am 22. Oktober 2024 (englisch).
2. ↑  Der Name stammt von beiden. Auch als J/ψ-Meson bekannt, der gebundene Zustand von Charm und Anti-Charm Quarks
3. ↑  
Th. Appelquist, D. Politzer: Heavy Quarks and {\displaystyle e^{+}e^{-}} annihilation. In: Phys. Rev. Lett. Band 34, 1975, S. 43, doi:10.1103/PhysRevLett.34.43.;
Th. Appelquist, A. De Rújula, H. David Politzer, S. L. Glashow: Spectroscopy of the new mesons. In: Phys. Rev. Lett. Band 34, 1975, S. 365, doi:10.1103/PhysRevLett.34.365.
4. ↑  
Th. Appelquist, A. Chodos: Quantum Effects in Kaluza Klein Theories. In: Phys. Rev. Lett. Band 50, 1983, S. 141, doi:10.1103/PhysRevLett.50.141.
5. ↑  
Th. Appelquist, D. Karabali, L. C. R. Wijewardhana: Chiral Hierarchies and Flavor-Changing Neutral Currents in Hypercolor. In: Phys. Rev. Lett. Band 57, 1986, S. 957–960, doi:10.1103/PhysRevLett.57.957.
6. ↑  Th. Appelquist, J. Carazzone: Infrared Singularities and Massive Fields. In: Phys. Rev. D. Band 11, 1975, S. 2856, doi:10.1103/PhysRevD.11.2856.;
Th. Appelquist, J. Carazzone: Physical Processes and the Infrared Problem in Gauge Theories. In: Nucl. Phys. B. Band 120, 1977, S. 77, doi:10.1016/0550-3213(77)90096-7.

| Personendaten    | Personendaten                            |
| ---------------- | ---------------------------------------- |
| NAME             | Appelquist, Thomas                       |
| ALTERNATIVNAMEN  | Appelquist, Thomas W.                    |
| KURZBESCHREIBUNG | US-amerikanischer theoretischer Physiker |
| GEBURTSDATUM     | 1. November 1941                         |
| GEBURTSORT       | Emmetsburg, Iowa                         |